# Rubus emarginatus
Rubus emarginatus är en rosväxtart som beskrevs av P. J. Müll.. Rubus emarginatus ingår i släktet rubusar, och familjen rosväxter. Utöver nominatformen finns också underarten R. e. rosellinus.